# Nephelolychnis
Nephelolychnis és un gènere d'arnes de la família Crambidae.

## Taxonomia
- Nephelolychnis ceadesalis (Walker, 1859)
- Nephelolychnis velata Meyrick, 1933